# GNU Aspell
GNU Aspell, případně zkráceně Aspell, je standardní program kontrolující pravopis slov pro GNU aplikační software vyvinutý jako náhrada za Ispell. Je možné jej přeložit i pro jiné Unix-ové operační systémy a Microsoft Windows. Hlavní program je licencovaný podle licence GNU Lesser General Public License, dokumentace je licencovaná podle GNU Free Documentation License. K dispozici jsou slovníky v okolo 70 jazycích. Hlavním správcem je Kevin Atkinson.